# Недкова, Вера
Вера Тодорова Недкова (болг. Вера Тодорова Недкова; 16 ноября 1908, Скопье, Османская империя — 7 июля 1996 София, Болгария) — болгарская художница XX века, живописец, скульптор, график. Получившая художественное образование в Венской академии, свободно говорившая на нескольких европейских языках, Вера Недкова столь же легко осваивала различные стилистические языки в живописи, свободно переходя от неоклассицизма к Neue Sachlichkeit, а от него к экспрессионизму и определённым формам абстрактного искусства. Народный художник Народной Республики Болгария (1977). Герой Социалистического Труда Народной Республики Болгария (1983).

## Биография
Вера Недкова родилась 16 ноября 1908 в Скопье (ныне — Македония) в семье дипломата Тодора Недкова . Затем, после очередного назначения, семья последовательно переезжает в Эдирне, Салоники, Будапешт, Берн, Вену, Бухарест.

### Обучение
В ранней юности Вера получила основательное гуманитарное образование. В 1923 году, во время своего краткого пребывания в Болгарии, она, как частная студентка, принята в Болгарскую Академию художеств (отделение живописи, мастерская профессора Николы Маринова). Год спустя, в 1924 поступила в Венскую академию искусств. Окончила обучение в Вене в 1930, по специальности реставрация живописи. В 1931 в течение 9 месяцев живёт в Италии, учится в музеях, впитывает образцы ренессансного искусства во Флоренции. Работы, созданные в этот период, были хорошо приняты австрийскими критиками, когда два года спустя, в Вене прошла её выставка .

### Болгария
В 1934 году семья возвращается в Болгарию (неведомую страну для молодой художницы). Уже в апреле того же года организована персональная выставка Веры Недковой (живопись, рисунок несколько бронзовых скульптур). Благожелательный и обнадёживающий обзор выставки публикует куратор отдела Нового болгарского искусства в Национальном музее Болгарии, Никола Мавродинов. Художница сразу становится членом Общества новых художников .
На протяжении 30-х годов в живописи Веры Недковой преобладают портреты и фигуративные композиции.
На второй её персональной выставке (1939) она представила композиции пастухами, пасущими стада, картины с рыбаками, крестьянами. Её выставка получила массу критических отзывов и дала старт бурному обсуждению болгарского модернизма в прессе.
Третья выставка прошла в конце 1943 года — это были впечатления художницы от путешествия по Македонии (все работы погибли в результате бомбёжки Софии союзнической авиацией в январе 1944) .
С 1946 по 1961 она, по протекции Николы Мавродинова работала в качестве реставратора средневекового искусства и консерватора живописи в Национальном археологическом музее в Софии .
После 1963, с наступлением болгарской “оттепели”, художница, вместе со многими коллегами, не вписавшимися в коммунистическую идеологию в 1950-е, была реабилитирована. Снят запрет на профессию, разрешены поездки за границу. В последние десятилетия жизни Вера Недкова плодотворно пишет маслом. Живопись её становится более раскованной, праздничной, меньше привязана к предметному миру .

### Признание
Уже в 1963 Вера Недкова награждена премией Союза болгарских художников; ещё раз — в 1971.
Также награждена орденом «Кирилл и Мефодий» — II степени (1963) и I степени (1971); орденом Народной Республики Болгария — І степени (1978).
Звания «Народный художник» Вера Недова была удостоена в 1977; в 1983 — звания Героя социалистического труда
Вера Недкова умерла 7 июля 1996 года в Софии.

## Музей Веры Недковой
В 1995 году Вера Недкова завещала государству в лице Национальной художественной галереи личное собрание произведений искусства (внушительное собрание икон), антикварную мебель, библиотеку, личный и семейный архив и 117 картин и 1282 рисунка из своих работ.
Музей в её доме ( по адресу София, ул. «11 Августа», дом 2 ) был открыт в 2004 году .

## Изображения в сети
- Вера Недкова. Лето, 1941. Масло Национальная художественная галерея, (София)
- Вера Недкова. Семейство, 1942. Холст, масло 79 × 74,5 см. Национальная художественная галерея (София)
- Вера Недкова. Автопортрет Пловдивская городская художественная галерея[болг.]